# لورانس باتلر
لورانس باتلر (15 مارس 1957 في الولايات المتحدة - ) (بالإنجليزية: Lawrence Butler)‏ هو لاعب كرة سلة أمريكي في مركز مدافع مسدد الهدف.

## وصلات خارجية
- لورانس باتلر على موقع سبورتس رفرنس (الإنجليزية)
- لورانس باتلر على موقع كلية كرة السلة في سبورتس رفرنس.كوم (الإنجليزية)
- لورانس باتلر على موقع ريلجم (الإنجليزية)